# 李安喜
李安喜（1953年—），山东淄博人，汉族，中华人民共和国政治人物、第十二届全国人民代表大会山东地区代表。
毕业于合肥工业大学电机专业。加入中国共产党。2013年，担任全国人大代表。